# کلودیو گومس
کلودیو گومس (فرانسوی: Claudio Gomes‎؛ زادهٔ ۲۳ ژوئیهٔ ۲۰۰۰) بازیکن فوتبال اهل فرانسه است.
از باشگاه‌هایی که در آن بازی کرده‌است می‌توان به باشگاه فوتبال منچستر سیتی اشاره کرد.
وی همچنین در تیم‌های ملی فوتبال زیر ۱۷ سال فرانسه و زیر ۱۹ سال فرانسه بازی کرده‌است.